# Deporte híbrido

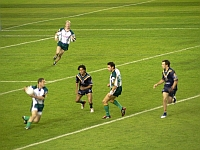
Escenificación de un deporte híbrido

El término deporte híbrido se refiere a un deporte que combina otros dos o más, que se puede jugar en una partida basada en un reglamento único. A esta categoría corresponde el juego Fútbol de reglas internacionales.

## Ejemplos de deportes híbridos
- Chess boxing, combinación de ajedrez y boxeo.
- Normas compuestas de Shinty y Hurling, juego compuesto que participa los equipos de las disciplinas de Shinty y Hurling.
- Fútbol-Tenis.